# 货币门
货币门（Porte de la Monnaie）是一座城门，古典主义式样，建于1750年到1755年，位于法国阿基坦大区吉伦特省波尔多的货币滨河路（quais de la Monnaie），皮埃尔桥与圣若望桥（Pont Saint-Jean）之间，建筑师為安德烈·波提埃。城门于1965年被列为法国历史古迹。

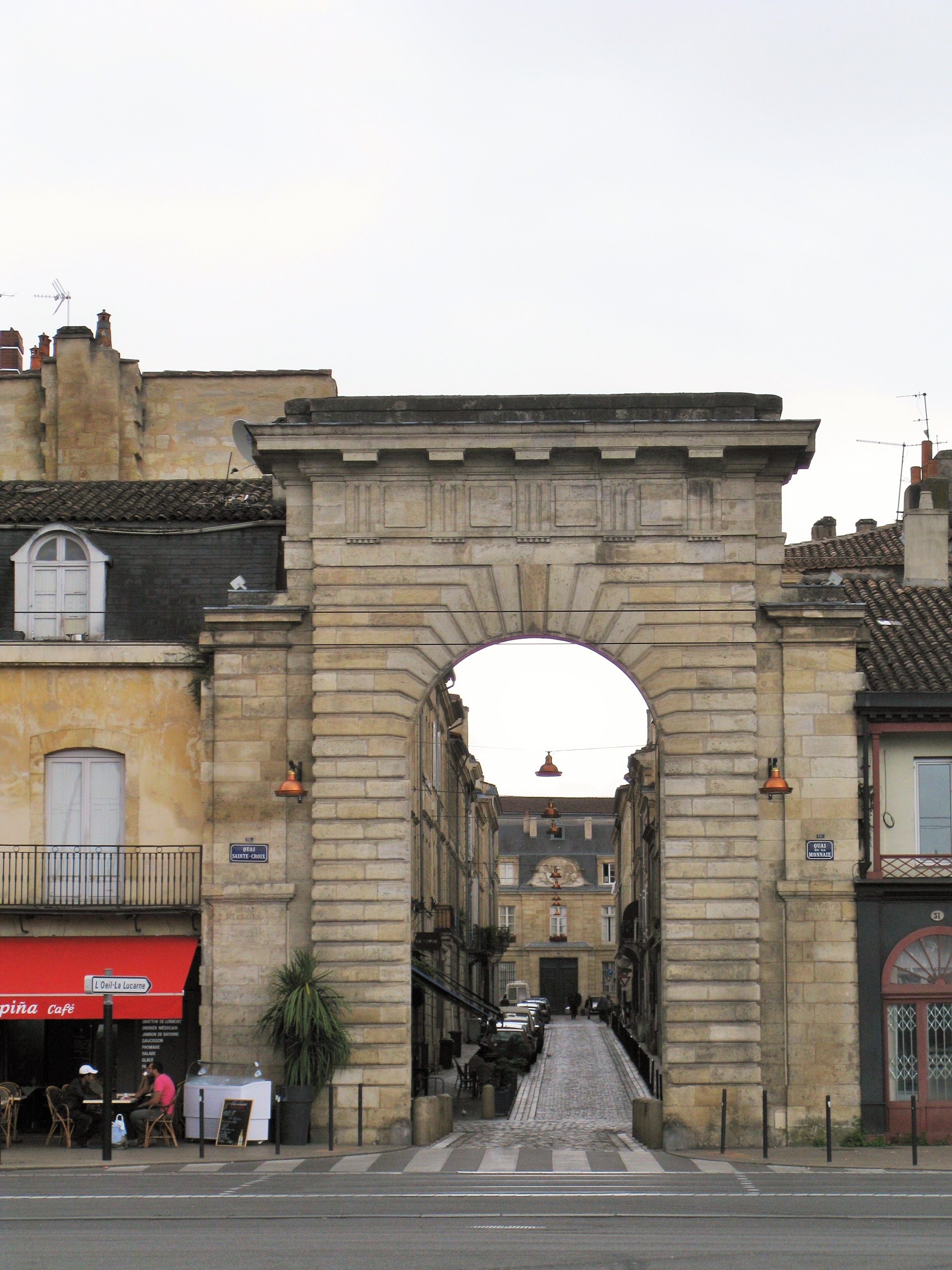
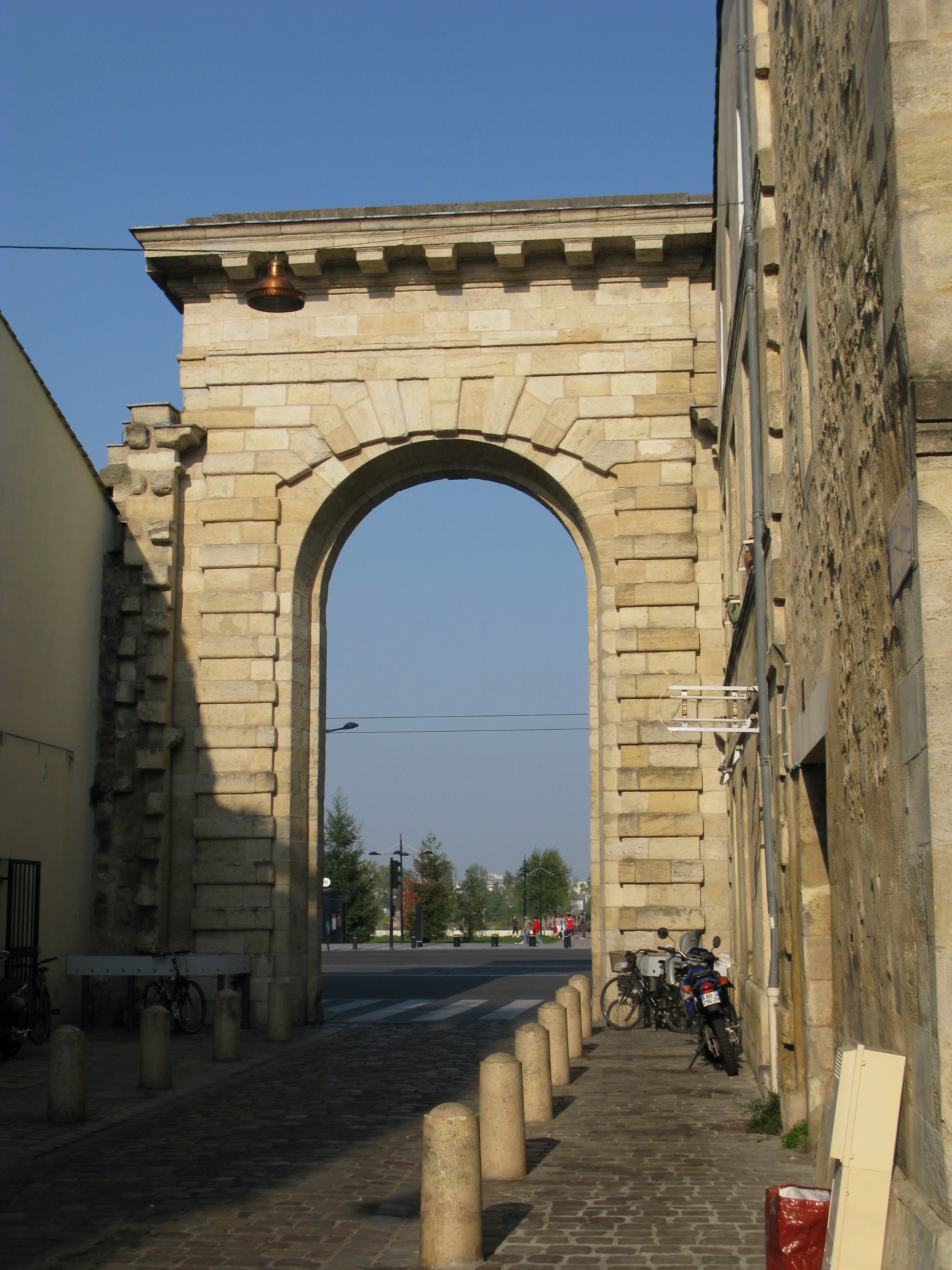